# 格洛斯特芝士
格洛斯特芝士產自英國的格洛斯特郡。格洛斯特芝士可分為單倍奶油芝士和雙倍奶油芝士，分別在於單倍奶油芝士部分原材料使用脫脂奶，成熟期較短，質地較堅實，但味道不太油膩。